# Protosyneora
Protosyneora là một chi bướm đêm thuộc họ Geometridae.